# Ладислав Пецко
Ладислав Пецко (словац. Ladislav Pecko, 27 червня 1968, Красно-над-Кисуцоу) — чехословацький та словацький футболіст, нападник. Виступав за збірні Чехословаччини та Словаччини.

## Клубна кар'єра
Майже протягом усієї кар'єри грав за братиславський «Слован», з невеликою перервою у 1994 році, коли він провів кілька ігор за чеську «Петру» (Дрновіце). Зі «Слованом» Ладислав він здобув титул чемпіона Чехословаччини в сезоні 1991/92 і чотири рази титул чемпіона Словаччини (1993/94, 1994/95, 1995/96, 1998/99). Також із братиславцями Пецко виграв три Кубки Словаччини (1994, 1997, 1999) та два Суперкубки Словаччини (1994, 1996). Зіграв загалом 431 матч у чехословацькій, чеській та словацькій лігах і забив 30 голів.

## Виступи за збірну
13 жовтня 1990 року дебютував за збірну Чехословаччини у відбірковому матчі до чемпіонату Європи 1992 року з Францією (1:2) і загалом провів у її складі 11 матчів і забив 1 гол у товариському матчі з Польщею (4:0).
Після розпаду Чехословаччини Пецко почав грати за збірну Словаччини. Дебютував 16 серпня 1995 року у грі відбору до чемпіонату Європи 1996 року проти Азербайджану (1:0). Загалом провів до 2001 року 6 ігор у словацькій збірній.

## Тренерська кар'єра
Після завершення ігрової кар'єри став тренером, очолював рідний братиславський «Слован», з яким у сезоні 2008/09 вперше після десяти років кризи в клубі виграв чемпіонський титул.
У 2010 році очолив «Татран», замінивши Романа Пиварника. Однак у червні 2011 року «Татран» припинив співпрацю з Пецком, незважаючи на те, що клуб залишився у вищому дивізіоні. Разом з Ладиславом клуб покинув і його асистент Владимир Кіндер.
У 2011—2015 роках Пецко тренував юнацьку збірну Словаччини, після чого ненадовго повернувся до «Слована». де був помічником головного тренера у штабі Душана Тіттела.
Згодом працював із словацькими клубами «Ружомберок» та «Петржалка».

## Досягнення

### Як гравця
- Чемпіон Чехословаччини (1): 1991/92
- Чемпіон Словаччини (4): 1993/94, 1994/95, 1995/96, 1998/99
- Володар кубка Словаччини (3): 1993/94, 1996/97, 1998/99
- Володар Суперкубка Словаччини (2): 1994, 1996

### Як тренера
- Чемпіон Словаччини (1): 2008/09